# 聖保祿主教座堂 (伯明翰)

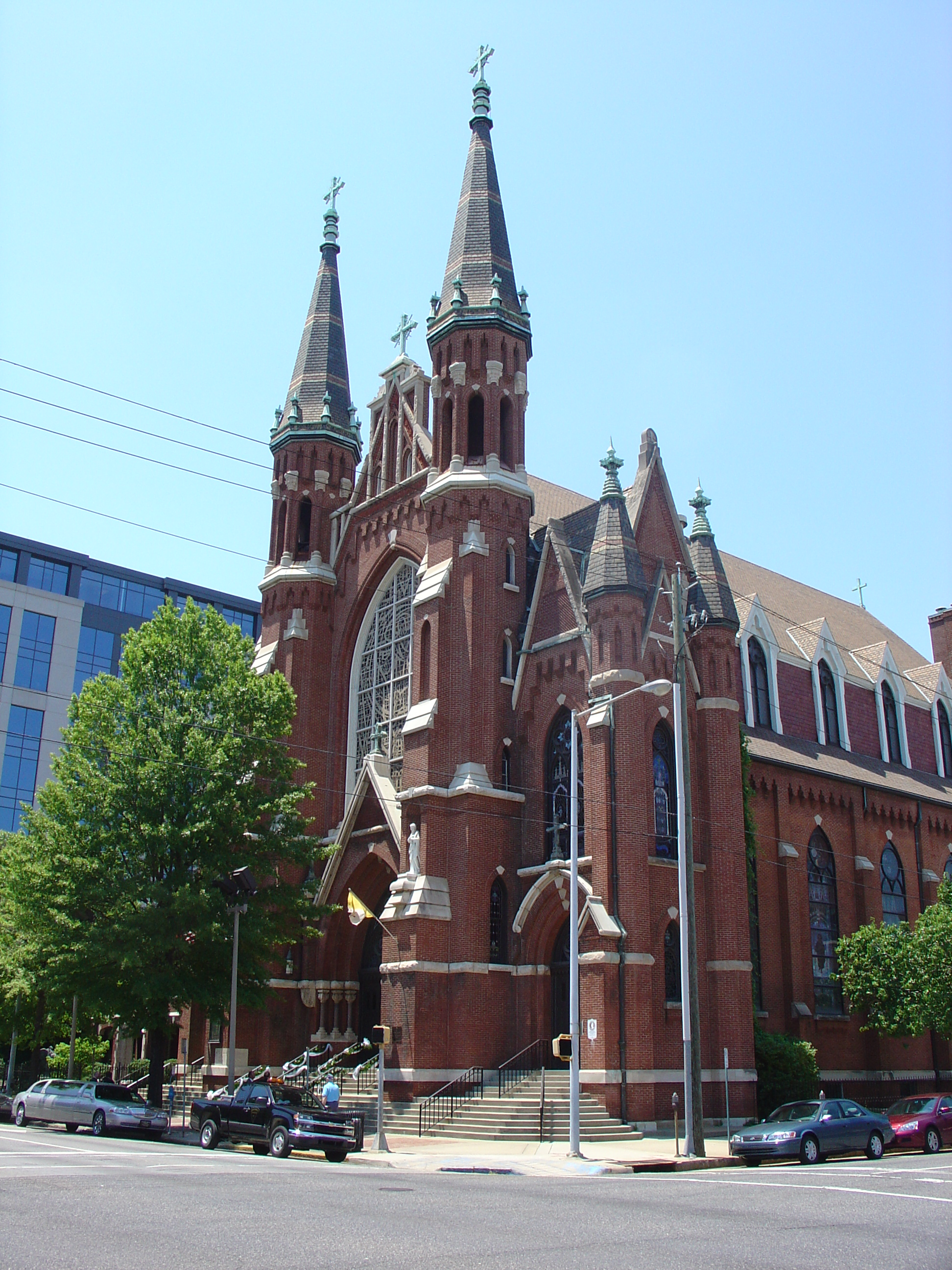
聖保祿主教座堂

聖保祿主教座堂（英語：Cathedral of Saint Paul）是美國的一座天主教的主教座堂，位於亞拉巴馬州伯明翰，也是天主教阿拉巴馬的伯明罕教區的主教座堂。教堂是一座維多利亞哥特式風格建築，竣工於1893年。1969年教堂升格為主教座堂。